# Русскохаланское сельское поселение
Русскохала́нское се́льское поселе́ние — муниципальное образование Чернянского района Белгородской области России. Административный центр — село Русская Халань.

## География
Граница муниципального образования с северной стороны проходит по границе Ольшанского сельского поселения; с восточной стороны проходит по правому берегу реки Оскол до северной границы урочища Чернянская дача; с южной стороны проходит по границе Ездоченского сельского поселения; с западной стороны проходит по границе Прилепенского сельского поселения. Количество подворий — 785.

## История
На 12 февраля 1943 года по Русскохаланскому сельскому Совету  было 1383 жителя.
Русскохаланское сельское поселение образовано 20 декабря 2004 года в соответствии с Законом Белгородской области № 159.

## Население
| 2010  | 2011  | 2012  | 2013  | 2014  | 2015  | 2016  | 2017  | 2018  |
| ----- | ----- | ----- | ----- | ----- | ----- | ----- | ----- | ----- |
| 1948  | ↘1941 | ↗1953 | ↘1950 | ↗1953 | ↗1958 | ↘1947 | ↗1963 | ↘1962 |
| 2019  | 2020  | 2021  |       |       |       |       |       |       |
| ↘1926 | ↘1919 | ↗1935 |       |       |       |       |       |       |

## Состав сельского поселения
| № | Населённый пункт | Тип населённого пункта       | Население |
| - | ---------------- | ---------------------------- | --------- |
| 1 | Красный Выселок  | посёлок                      | ↘50       |
| 2 | Красный Остров   | посёлок                      | ↗896      |
| 3 | Русская Халань   | село, административный центр | ↗1033     |

## Экономика
- ОГУ « Чернянское лесничество»[14].
- База ГУДРСП «Чернянское»[15].
- Завод минеральной воды «Потаповская»[16]
- АЗС ООО «Продукты нефти»
- Деревообрабатывающий цех МУП «Природные ресурсы»
- АЗС ООО «Терминал»

## Медицина
Работает стоматологический кабинет

## Сфера торговли
- Хозяйственный магазин
- Продовольственный магазин
- Магазин «Лист»

## Объекты социальной сферы
- Школа
- Детский сад
- Библиотека
- Парикмахерская
- Стадион
- Клуб
- Учебный полигон «Поиск»[17]

## Известные уроженцы
- Князь Касаткин-Ростовский, Фёдор Николаевич — родился в п.Красный Остров;  писатель, драматург, поэт.[18]
- Тимонов, Федор Трофимович — родился в с. Русская Халань; Герой Советского Союза.
- Кондаков, Никодим Павлович — родился в с. Русская Халань;  историк, археолог, искусствовед, академик Петербургской академии наук.
- Фёдоровский, Алексей Александрович  — родился в с. Русская Халань; специалист в области переливания крови, лечения ожогов, гнойной хирургии, доктор медицинских наук.
- Тоболенко Александр Алексеевич —— родился в п.Красный Остров. Депутат районного совета. Бывший начальник МЧС Чернянского района.
- Дряхлов Михаил Иванович  — родился в п.Красный Остров; почётный гражданин Чернянского района.[19]
- Сбитнев Владимир Васильевич — родился в с. Русская Халань; почётный гражданин Чернянского района.

  Проживал и учился
Певец Борис Тимофеевич Штоколов —— проживал в п.Красный Остров у родственников.